# Josef František
Josef František (ur. 7 października 1914, zm. 8 października 1940) – czeski i polski lotnik wojskowy, as myśliwski lotnictwa polskiego okresu II wojny światowej.

## Życiorys

### Dzieciństwo i młodość
Urodził się w Otaslavicach koło Prostějova na Morawach jako syn stolarza Josefa Františka i jego małżonki Alžběty. Wykształcił się na ślusarza. Zafascynowany lotnictwem, wstąpił na ochotnika do służby w czechosłowackim lotnictwie wojskowym. W latach 1934–1936 uczęszczał do Szkoły Młodszych Specjalistów Lotnictwa przy VLU (Wojskowej Szkole Lotniczej) Prostějov. Po ukończeniu szkoły został 17 sierpnia 1936 przydzielony do 2 Pułku Lotniczego w Ołomuńcu, gdzie początkowo latał jako pilot samolotów obserwacyjnych Letov Š-328 i Aero A-11. Ponieważ okazało się, że jest bardzo dobrym pilotem, skierowano go na kurs pilotów myśliwskich, który odbył między 14 lutego a 30 czerwca 1938 roku w 4 Pułku Lotniczym, i od czerwca 1938 służył w 40 eskadrze myśliwskiej w Pradze w stopniu plutonowego. Latał na dwupłatowych myśliwcach Avia B-534. Wyniki sprawdzianów Josefa Františka były doskonałe: 100% trafień w cele naziemne, 80% bomb w celu i 30% trafień do rękawa. Po ogłoszeniu mobilizacji 23 września 1938 eskadra została przeniesiona na lotnisko Horní Měcholupy pod Pragą, skąd strzegła przestrzeni nad stolicą. 27 września doszło do pierwszego bojowego lotu i kontaktu Františka z nieprzyjacielem. Po ogłoszeniu alarmu poleciał wraz z dwoma innymi samolotami na przechwycenie fotografującego rozpoznawczego Dorniera Do-17P, lecz przestarzałe czeskie samoloty nie zdołały doścignąć Dorniera, który zwiększył prędkość i zaczął się szybko wznosić.

### W Polsce
Po zajęciu Czechosłowacji przez Niemcy (15 marca 1939) postanowił uciec z kraju i razem z kilkoma kolegami przedostał się 13 czerwca przez granicę w okolicach Szumbarku na Zaolziu (obecnie część Hawierzowa) do Polski (wbrew popularnej wersji nie uciekł samolotem). Zgłosił się do czechosłowackiego konsulatu w Krakowie i w czerwcu-lipcu 1939 przebywał w Bronowicach Małych, gdzie znajdował się punkt zborny skupiający czechosłowackich wojskowych uciekinierów. Z początku polskie władze nie były zainteresowane wykorzystaniem czechosłowackich lotników, dlatego czechosłowackie władze emigracyjne zdecydowały o przemieszczeniu ich do Francji. Ponieważ Francja w czasie pokoju nie mogła przyjąć cudzoziemców do regularnej armii, Czechosłowacy podpisali pięcioletnie kontrakty do Legii Cudzoziemskiej z ustnym przyrzeczeniem, że w razie wybuchu wojny kontrakty te zostaną anulowane i trafią do regularnej armii francuskiej. 26 lipca 1939 František przygotował się do odjazdu parowcem „Kastelholm” z portu w Gdyni do Francji, lecz przed odjazdem statku pojawił się pułkownik Ludvík Svoboda z grupą polskich oficerów zachęcający Czechów do wstąpienia do polskiego wojska. František razem z kilkoma kolegami postanowił przyjąć ofertę wstąpienia do polskiego lotnictwa. Został przyjęty do polskiego wojska i w lipcu František, po krótkim przeszkoleniu na polskich samolotach, został przydzielony jako instruktor lotnictwa do eskadry szkolnej obserwatorów w Centrum Wyszkolenia Lotnictwa nr 1 w Dęblinie.
Od 2 września, po ciężkim nalocie na dęblińskie lotnisko, ewakuował nadające się do lotu szkolne samoloty Centrum, o znikomej wartości bojowej, w głąb kraju. 5 września 1939 zabrał do swego Poteza XXV z zagrożonego zajęciem przez Niemców polowego lotniska Góra Puławska plut. Zdeňka Škarvadę, który przymusowo lądował po wyczerpaniu się paliwa, czym uchronił go od niewoli. Dwa dni później na lotnisku Sosnowice Wielkie k. Parczewa został przydzielony do plutonu rozpoznawczego Eskadry Ćwiczebnej Obserwatorów SPL Dęblin.
Od 16 września, w składzie plutonu lotniczego, wykonywał loty rozpoznawcze na nieuzbrojonych samolotach szkolnych RWD-8 na rzecz dowództwa obrony Łucka. 19 i 20 września razem z dwoma innymi czeskimi lotnikami Josefem Balejką i Matějem Pavlovičem obrzucał granatami niemieckie wojska w rejonie Kamionki Strumiłowej. Za ten czyn został odznaczony Krzyżem Walecznych. 20 września podczas wykonywania podobnego zadania w rejonie Złoczowa uszkodzono jego samolot ogniem z ziemi i musiał awaryjnie lądować, lecz został uratowany wraz ze swoim obserwatorem przez polską załogę st. sierż. Zwierzyńskiego i sierż. Kosarza, która pod niemieckim ogniem wylądowała obok i zabrała ich. 22 września na rozkaz dowództwa František wraz z pozostałymi lotnikami plutonu i 6 ocalałymi samolotami odleciał z lotniska w Kamionce Strumiłowej do Rumunii. Został tam internowany, lecz jak większość polskich lotników już 26 września uciekł z obozu internowania, dotarł do Bukaresztu i zaopatrzony w nowe dokumenty 3 października 1939 wyruszył statkiem z Constancy do Bejrutu, a 20 października 1939 przybył do Marsylii.

### We Francji
We Francji František postanowił zostać w polskim lotnictwie. Prawdopodobną przyczyną, oprócz wcześniejszej wspólnej walki z Polakami, było według relacji Josefa Balejki, obraźliwe przyjęcie go przez przedstawicieli czeskiej misji wojskowej w Paryżu, którzy zarzucili mu maruderstwo, ponieważ przyjazd lotników czeskich z Polski zakończył się w sierpniu. Podczas kłótni zagrożono Františkowi oskarżeniem o dezercję. František nie pozostał dłużny, co skończyło się groźbą aresztu, nieskuteczną wobec lotników legitymujących się polskimi dokumentami. Przeszkalał się w bazach w Lyon-Bron i Clermont-Ferrand i Aulnat, gdzie został przydzielony do mechaników lotniczych, lecz według relacji, potajemnie oblatywał samoloty. 30 kwietnia 1940 roku został przydzielony w grupie 15 Polaków do Centrum Wyszkolenia Lotnictwa Rozpoznawczego. Nie jest wyjaśniona kwestia, czy we Francji František latał bojowo i odniósł tam jakiekolwiek zwycięstwa. Według  niektórych relacji, miał zestrzelić we Francji kilka – aż do 10 samolotów, lecz brak jest potwierdzenia tego w dokumentach. Josef Balejka i Witold Łokuciewski twierdzili, że widzieli książkę pilota Františka z potwierdzonymi przez władze 9 lub 7 zwycięstwami, pośrednio potwierdzają takie relacje też pisarze Arkady Fiedler i Bohdan Arct, lecz kwestia ta nie jest jasna. We francuskich dokumentach brak jest informacji, żeby służył w jakiejkolwiek eskadrze bojowej. Nie można wykluczyć, że służył pod pseudonimem.

### W Wielkiej Brytanii
Po upadku Francji 18 czerwca 1940 František wypłynął razem z Polakami z Bordeaux i 21 czerwca dotarł do portu Falmouth w Anglii. 2 sierpnia 1940 w stopniu sierżanta został przydzielony do polskiego dywizjonu myśliwskiego 303, stacjonującego na lotnisku Northolt i latającego na myśliwcach Hawker Hurricane Mk I. Dywizjon ten wszedł do akcji pod koniec trzeciej fazy bitwy o Anglię. Podczas szkolenia na Hurricanach przeżył wypadek 8 sierpnia 1940, kiedy wylądował w Northolt ze schowanym podwoziem, zapominając je otworzyć (zdarzało się to pilotom latającym dotąd na samolotach ze stałym podwoziem). W wypadku tym František nie odniósł obrażeń, jego Hurricane V7245 (RF-M) został uszkodzony.
Pierwsze potwierdzone zwycięstwo František uzyskał 2 września 1940, zestrzeliwując niemiecki myśliwiec Messerschmitt Bf 109E. W ciągu miesiąca zestrzelił aż 17 samolotów i 1 prawdopodobnie, stając się najskuteczniejszym pilotem alianckim bitwy o Anglię. Wielokrotnie przy tym ścierał się ze znacznie przeważającym liczebnie wrogiem. 9 września awaryjnie lądował na uszkodzonym samolocie, po zestrzeleniu dwóch samolotów niemieckich. Ostatnie zwycięstwo odniósł 30 września 1940.
Według zbeletryzowanych wspomnień Jana Zumbacha, Josef František opracował taktykę polegającą na odłączeniu się od formacji podczas pierwszego ataku (co było surowo zabronione i za co dostawał nagany od dowódców angielskich) i przyczajeniu się na trasie powrotnej niemieckich formacji, po czym atakował praktycznie bezbronne samoloty pozbawione amunicji i z ilością benzyny pozwalającej tylko na powrót na macierzyste lotnisko.
Dzięki swojej skuteczności w walce Josef František kilkakrotnie otrzymał propozycję przejścia z dywizjonu 303 do jednego z czechosłowackich dywizjonów lotniczych działających na terenie Wielkiej Brytanii. František konsekwentnie odmawiał jednak, odpowiadając, że jest Polakiem.

### Ostatni lot

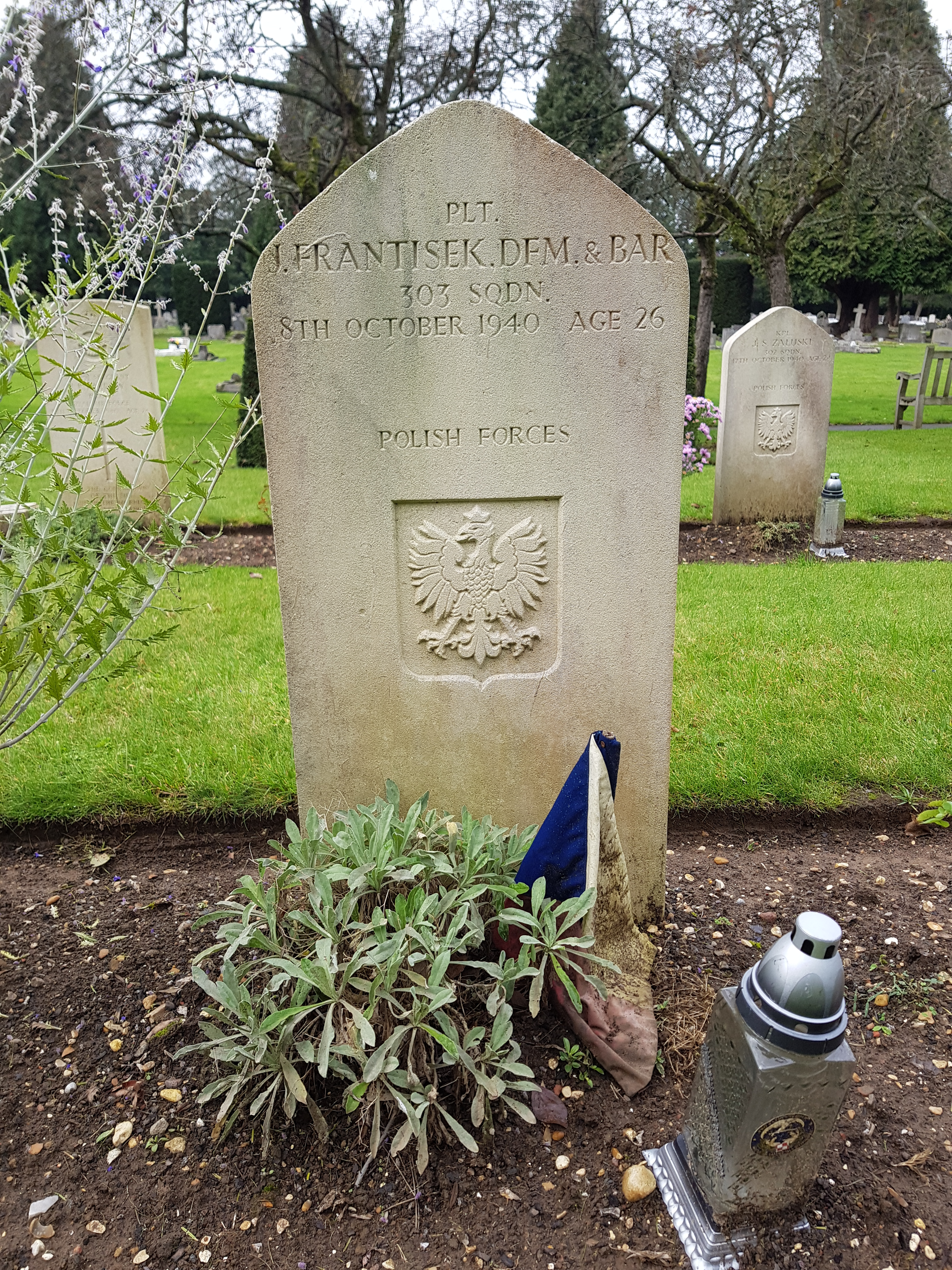
Nagrobek Josefa Františka na cmentarzu w Northwood

8 października 1940 podczas powrotu z lotu patrolowego Hurricane Mk. I R4175 (RF-R), jak nieraz się zdarzało, odłączył się od szyku. O godz. 9.40 Josef František podczas lotu na niskiej wysokości w Cuddington Way w Ewell w hrabstwie Surrey zawadził końcem skrzydła o ziemię, samolot natychmiast stanął w płomieniach. Podczas uderzenia pilota wyrzuciło z maszyny na pobliski żywopłot, na skutek czego poniósł śmierć. Przyczyny wypadku nie zostały ustalone, według niektórych wersji mogły być spowodowane wykonywaniem akrobacji lub fizycznym i psychicznym zmęczeniem. W chwili śmierci był największym asem myśliwskim lotnictwa polskiego i czechosłowackiego oraz 4. na liście asów alianckich. Dwa dni po śmierci został pochowany na polskim cmentarzu w Northwood.
Po 1989 r. na cześć pilota nazwano jego imieniem prościejowski aeroklub (Prościejów – miasto na Morawach w Czechach) mieszczący się na wojskowym lotnisku, gdzie znajdowała się szkoła lotnictwa.

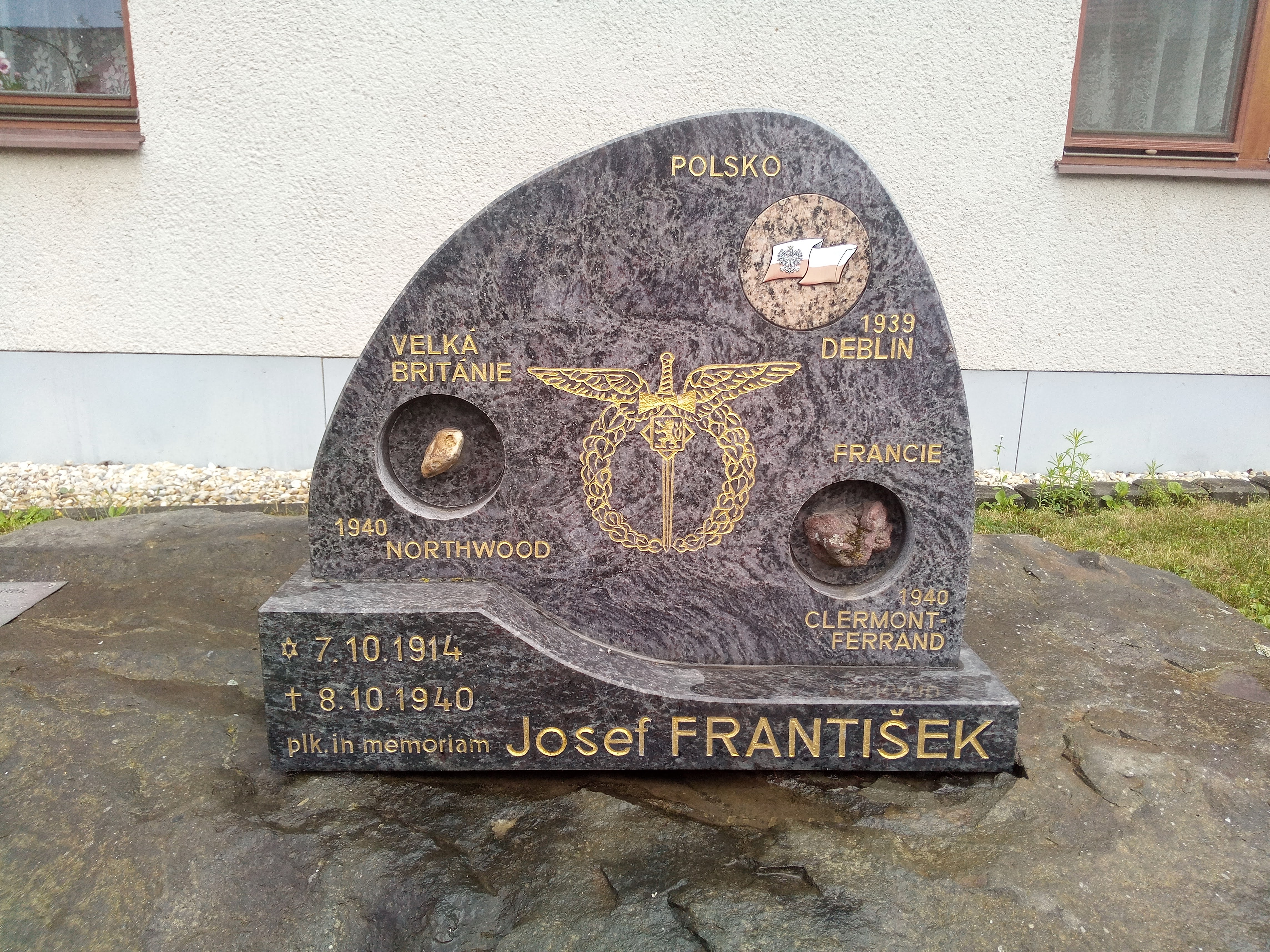
Pomnik pamiątkowy w czeskich Otaslavicach

## Odznaczenia
- Order Lwa Białego I Klasy (wojskowy) – 2015, pośmiertnie[10]
- Krzyż Wojenny Czechosłowacki 1939 – pośmiertnie[6]
- Czechosłowacki Medal za Odwagę w Obliczu Nieprzyjaciela – pośmiertnie
- Czechosłowacki Medal Wojskowy „Za Zasługi” II Stopnia – pośmiertnie
- Czechosłowacki Wojskowy Medal Pamiątkowy z okuciami „FB” i „VB” – pośmiertnie
- Medal Pamiątkowy 20. Rocznicy Wyzwolenia CSRS – 1965, pośmiertnie
- Odznaka Pilota Wojskowego – CSR
- Krzyż Srebrny Orderu Wojennego Virtuti Militari nr 8826[11] – Polska, 1940
- Krzyż Walecznych – trzykrotnie, Polska[6]
- Krzyż Czynu Bojowego Polskich Sił Zbrojnych na Zachodzie – Polska, pośmiertnie
- Odznaka Pilota – 1939, Polska
- Medal Lotniczy
- Medal Wybitnej Służby Lotniczej – dwukrotnie w 1940 (drugie nadanie pośmiertnie, DFM with Bar) – jako pierwszy obcokrajowiec – Wielka Brytania
- Gwiazda za Wojnę 1939–1945 z klamrą „Battle of Britain” – Wielka Brytania, pośmiertnie
- Odznaka Pilota RAF – Wielka Brytania

Krótko przed śmiercią nosił na mundurze tylko baretkę VM. Część z tych odznaczeń nadano mu pośmiertnie, podobnie jak awansowano go na stopnień podporucznika lotnictwa polskiego (1941) i porucznika (nadporučík) (1946), a następnie pułkownika lotnictwa czechosłowackiego (1990).

## Zestrzelenia
Na liście Bajana sklasyfikowany został na 3. pozycji z 17 pewnymi zestrzeleniami samolotów Luftwaffe i 1 prawdopodobnie.
Zestrzelenia pewne:
- Bf 109E-4 – 2 września 1940 (pilotował Hurricane’a nr P3975)
- He-113, w rzeczywistości Bf 109E-4 – 3 września 1940 (pilotował Hurricane’a nr R4175)
- Bf 109 – 5 września 1940 (pilotował Hurricane’a nr R4175)
- Ju 88, w rzeczywistości He-111 – 5 września 1940 (pilotował Hurricane’a nr R4175)
- Bf 109 – 6 września 1940 (pilotował Hurricane’a nr R4175)
- He 111 – 9 września 1940 (pilotował Hurricane’a nr P3975)
- Bf 109 – 9 września 1940 (pilotował Hurricane’a nr P3975)
- He 111 – 11 września 1940 (pilotował Hurricane’a nr V7289)
- Bf 109 – 11 września 1940 (pilotował Hurricane’a nr V7289)
- Bf 109 – 11 września 1940 (pilotował Hurricane’a nr V7289)
- Bf 110 – 15 września 1940 (pilotował Hurricane’a nr P3089)
- Bf 109 – 18 września 1940 (pilotował Hurricane’a nr V7465)
- He 111 – 26 września 1940 (pilotował Hurricane’a nr R4175)
- He 111 – 26 września 1940 (pilotował Hurricane’a nr R4175)
- He 111, w rzeczywistości Ju-88 – 27 września 1940 (pilotował Hurricane’a nr R4175)
- Bf 110 – 27 września 1940 (pilotował Hurricane’a nr R4175)
- Bf 109 – 30 września 1940 (pilotował Hurricane’a nr L2099)

Zestrzelenia prawdopodobne:
- Bf 109 – 30 września 1940 (pilotował Hurricane’a nr L2099)